# (4518) Raikin
(4518) Raikin es un asteroide perteneciente al cinturón de asteroides, descubierto el 1 de abril de 1976 por Nikolái Stepánovich Chernyj desde el Observatorio Astrofísico de Crimea (República de Crimea).

## Designación y nombre
Designado provisionalmente como 1976 GP3. Fue nombrado Raikin en honor al actor y humorista soviético ruso Arkadij Isaakovich Raikin.